# Sitio de Algeciras (1369)
El sitio de Algeciras de 1369 fue una empresa militar desarrollada durante la reconquista por el rey Muhámmed V del Reino de Granada con el objetivo de recuperar la ciudad de Al-Yazirat Al-Hadra, Algeciras, del Reino de Castilla. En el asedio, que apenas duró tres días, resultó victorioso el rey musulmán que recuperó de este modo una importante ciudad tras veinticinco años en manos castellanas desde que Alfonso XI la tomara tras un largo asedio a los benimerines del reino de Fez. Transcurridos diez años de la toma de la ciudad, en 1379 el propio rey granadino tomó la decisión de destruir completamente la ciudad para evitar que cayera en manos cristianas ante la imposibilidad de defender la plaza en una época en la que los reinos musulmanes de la península ibérica habían perdido gran parte de poderío militar del que gozaban en siglos anteriores.

## Antecedentes históricos

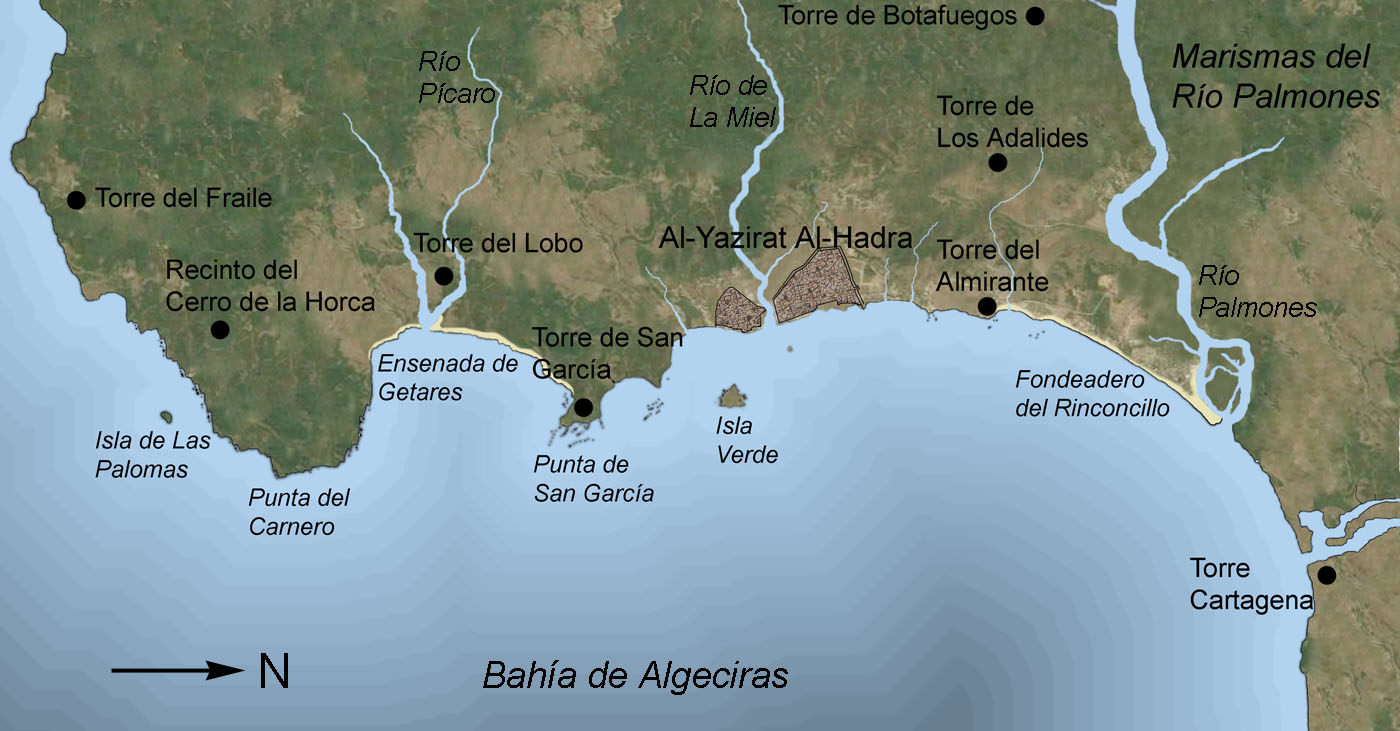
Principales construcciones y lugares en los alrededores de Al-Yazirat Al-Hadra.

La ciudad de Al-Yazirat Al-Hadra, primera ciudad fundada por los musulmanes de Tárik en la península ibérica sobre las ruinas de Iulia Traducta, había pasado durante los siglos XIII y XIV por manos almorávides, almohades, benimerines para ser conquistada en 1344 por los castellanos de Alfonso XI tras un asedio de cuatro años. A pesar de que el dominio castellano de la ciudad de las Algeciras debía garantizar el control de los reinos cristianos sobre el Estrecho de Gibraltar la muerte de Alfonso XI en el sitio de Gibraltar de 1350 devino en una guerra civil entre los dos sucesores al trono de Castilla Pedro y Enrique. En el Reino nazarí de Granada el rey Muhámmed V había emprendido una política de amistad con Castilla apoyando al rey Pedro I como legítimo heredero del trono; las relaciones con Aragón sin embargo no eran tan fluidas y desde este reino se propició la proclamación de Muhámmed VI en Granada en el intervalo de 1359 a 1362. El regreso de Muhámmed V en 1362 hizo que su apoyo a Pedro I aumentara al constatar las relaciones entre Aragón y Enrique. El fin de la guerra civil castellana tras la muerte de Pedro I en 1369 convenció a los nazaríes de la necesidad de asegurar sus fronteras con Castilla y en concreto las fronteras en el Estrecho de Gibraltar. El rey nazarí entabla en estos momentos relaciones con el rey de Portugal, Fernando I, contra el que consideraban usurpador del Trono de Castilla. Muhámmed V atacaría Algeciras mientras que el portugués haría lo mismo contra diversos emplazamientos en Galicia.

## El Asedio de Muhámmed V
El 28 de julio de 1369 se presentó Muhámmed V con un numeroso ejército en las puertas de la ciudad de Algeciras. Se establece el sitio mandando rodear las murallas mediante bastidas estableciendo a sus soldados en todo el perímetro de la ciudad. Algeciras en estos tiempos estaba compuesta por dos villas separadas por el río de la Miel. Cada una de ellas tenía sus propias murallas con fuertes torres y puertas de acceso. Tras el anterior sitio de la ciudad gran parte de sus murallas habían sido destruidas o fuertemente debilitadas por lo que los castellanos tuvieron la necesidad de reforzar diversos tramos. Las reconstrucciones acometidas en las defensas dejaban mucho que desear en comparación con la fábrica original que los meriníes habían utilizado para su construcción en el siglo XIII. De este modo la puerta principal de la ciudad, la Puerta del Fonsario que había sufrido la mayor parte de los ataques mediante trabucos en la época de Alfonso XI fue reconstruida en partes de sus tramos con un débil muro de argamasa adelantado. La conjunción de las disminuidas defensas físicas y la escasa guarnición que poseía la ciudad tras el desplazamiento de las tropas hacia el norte ocasionó que el asedio musulmán resultara demoledor para la ciudad.
En apenas tres días de sitio en el que los nazaríes emplearon sus armas de asedio más como medida disuasoria que como un intento real de abrir brecha en las defensas los castellanos de Algeciras rindieron las armas. Los ataques se centraron en primer lugar en la Villa Nueva de la ciudad, situada al sur. Los soldados de Muhámmed V montaron numerosos ingenios de asedio y altas escalas que permitieron tomar las murallas y desde la zona de ronda se procedió al asalto de la ciudad. Las defensas dentro de la villa no debían ser demasiado numerosas en estos momentos y la Villa Nueva, llamada al-binya cayó el día 30 de julio y todos sus habitantes fueron degollados. El terror inspirado por la caída de la villa sur y el convencimiento de que no llegarían refuerzos desde Castilla hizo tomar la decisión a los sitiados de entregar la ciudad antes de sufrir más bajas; por esta razón desde la Villa Vieja el alcaide de la ciudad, Alonso Fernández Portocarrero, tercer señor de Moguer, pide salvoconducto al rey de Granada para abandonar la ciudad a salvo y llevando consigo aquellos bienes más preciados. El 31 de julio las tropas de Muhámmed V entraron en la Villa Vieja de la ciudad dejando salir de las villas a sus ocupantes que pudieron llevar consigo aquellas pertenencias que pudieron transportar. La Catedral de Algeciras, anterior Mezquita Aljama de la ciudad, volvió al culto islámico y el propio rey de Granada ocupó el antiguo alcázar situado en el Cerro de Matagorda.
La repercusión en el mundo hispanomusulmán de la reconquista de Al-Yazírat Al-Hadra quedó de manifiesto en las múltiples crónicas realizadas en Granada ensalzando la operación militar del rey. Ibn al-Jatīb, poeta oficial de la corte granadina, fue el responsable de informar a la corte del fin y conquista de la ciudad y de posteriores documentos conmemorativos. Muhámmed V por su parte emprenderá en los siguientes años diversas ampliaciones en la Alhambra entre las que destaca la construcción y embellecimiento del Patio de Comares que dedica a la toma de la ciudad del Estrecho con unos versos, obra de Ibn Zamrak, en el dintel de su puerta de acceso: 

Bendito sea el que te concedió el mando de sus servidores, y ensalzó por ti el Islam cumplida y benéficamente.
¡Cuántas veces te acercaste por la mañana a las ciudades de los infieles, y fuiste por la tarde árbitro de la vida de sus habitantes!
Les impusiste el yugo de los cautivos, y amanecieron en tu puerta construyendo los alcázares, como servidores tuyos.
Conquistaste a Algeciras por fuerza de armas, y abriste al socorro una puerta que estaba cerrada.

## Diez años de control nazarí y destrucción de Al-Yazírat Al-Hadra

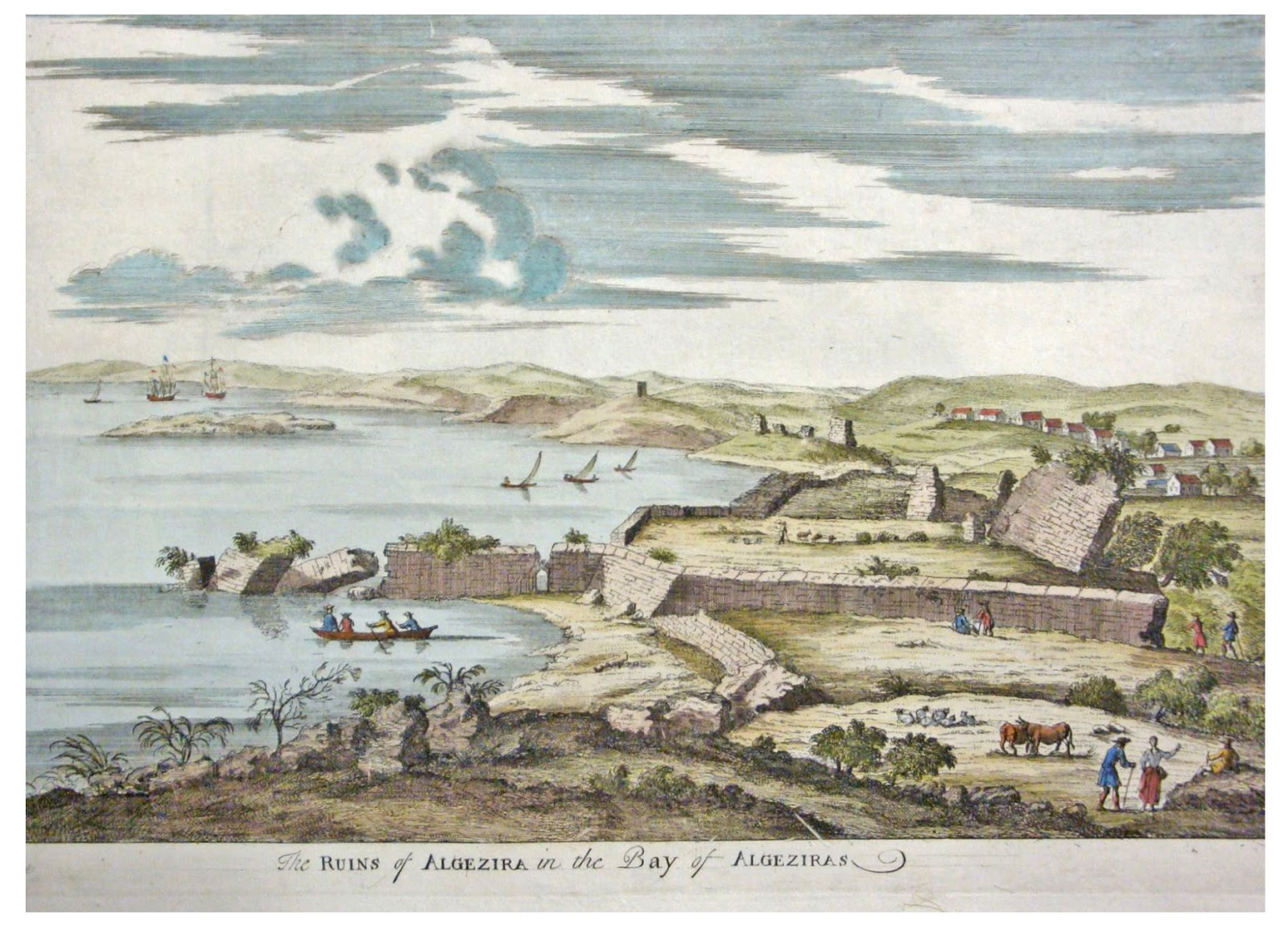
Ruinas de Algeciras en un grabado del.

Tras la toma de la ciudad Muhámmed V emprende la reconstrucción de las defensas y emplaza una guarnición. Durante diez años la ciudad permanece en manos granadinas sin lograr adquirir la importancia que había tenido en el pasado; el Reino de Granada no es en estos momentos una potencia militar ni económica en la península por lo que los principales valores de Algeciras, su situación portuaria como vía de entrada de tropas norteafricanas y de comercio, se ven disminuidas. No ocurren en estos tiempos sucesos notables en la ciudad y prácticamente desaparece de las fuentes escritas. En 1379 muere el rey de Castilla Enrique II y le sucede su hijo Juan I y se prepara en los reinos cristianos una nueva época centrada en la reconquista. En estas circunstancias se contempla desde el reino nazarí la consolidación de sus fronteras con Castilla. En la bahía de Algeciras existen en estos momentos dos ciudades portuarias, la propia Algeciras y Gibraltar y, a pesar de las sólidas defensas con que cuenta la primera, es Gibraltar la plaza más fácil de defender pues cuenta con la ventaja de su hostil orografía. Algeciras por su parte cuenta con más de 5000 metros de murallas que requerían de una gran cantidad de soldados. La decisión es clara, la ciudad de Al-Yazírat debe ser abandonada para concentrar los futuros esfuerzos defensivos en la cercana Gibraltar. El abandono de la ciudad debía ir acompañado de la destrucción de sus fortificaciones para hacerlas inservibles en caso de ser ocupadas por Castilla. Se desmantelan las murallas, se ciega el puerto y se destruyen las principales construcciones de Algeciras, el alcázar, las atarazanas y la alcazaba mientras se incendian las viviendas de la urbe. La ciudad permanecerá destruida hasta agosto de 1704 cuando la toma británica de Gibraltar obligue a parte de la población original de esa ciudad a refugiarse en las ruinas de la vieja Algeciras.